# Дэвис, Джордж Эндрю
Джордж Эндрю Дэвис-младший (англ. George Andrew Davis, Jr.; 1 декабря 1920, Даблин, Техас — 10 февраля 1952) — майор ВВС США, ас Второй мировой и Корейской войн. В Корее некоторое время был ведущим американским асом. Погиб в воздушном бою, посмертно удостоен высшей военной награды США — Медали Почёта.

## Биография
Джордж Дэвис родился в Даблине, Техас. Его карьера военного лётчика началась 21 марта 1942 года, когда он вступил в Военно-воздушные силы Армии США (с 1947 года ВВС США). С августа 1943 года служил на Тихоокеанском театре военных действий в составе 342-й эскадрильи 348-й истребительной группы, летая на тяжёлом истребителе-бомбардировщике P-47 «Тандерболт». Свою первую воздушную победу одержал 31 декабря 1943 года. Всего во время Второй мировой войны Дэвис совершил 266 боевых вылетов, сбил 7 японских самолётов, был награждён двумя Серебряными звёздами и двумя Крестами лётных заслуг.
В феврале 1951 года Джордж Дэвис получил звание майора, а в октябре был направлен на Дальний Восток для участия в Корейской войне. 10 ноября его назначили командиром 334-й эскадрильи 4-го крыла истребителей-перехватчиков. В течение всего двух месяцев Дэвис стал ведущим американским лётчиком-асом в Корее, одержав 12 воздушных побед, причём его характерным «почерком» было сбить несколько самолётов противника (от двух до четырёх) за один день. Такие успехи, однако, негативно повлияли на него. Как отмечает американский историк Джон Брюнинг, у Дэвиса возникло навязчивое желание увеличивать свой личный счёт, чего бы это ни стоило; кроме того, у него появилось убеждение, что ему нет равных среди пилотов противника. Как следствие, Дэвис утратил бдительность в воздушных боях.

## Гибель
Информация о гибели Дэвиса противоречива, и, вероятно, искажена военной пропагандой обеих сторон. 10 февраля 1952 года майор Дэвис возглавлял три звена истребителей F-86 «Сейбр», прикрывавших группу истребителей-бомбардировщиков F-84 «Тандерджет» во время налёта на военный объект в Кунури; вступив в бой с группой истребителей противника, Джордж Дэвис спас «Тандерджеты», беспрепятственно выполнившие свою боевую задачу, но сам был сбит и погиб в этом бою. Посмертно награждён Медалью Почёта США и произведён в подполковники.
Дискуссионными остаются вопросы о том, сколько самолётов противника Дэвис сбил в своём последнем бою, а также кем именно он был сбит. Причиной гибели Дэвиса стала, вероятно, переоценка им своих сил: он вместе со своим ведомым (два других самолёта его звена прервали вылет и вернулись на базу из-за того, что у одного из них закончился кислород) вступил в бой с 12 истребителями МиГ-15, даже не попытавшись скоординировать свои действия с двумя другими звеньями F-86. Согласно официальным американским данным, он успел сбить два самолёта, прежде чем был сбит сам. Таким образом, его счёт достиг 14 воздушных побед, и хотя Корейская война продолжалась ещё полтора года, лишь три других американских лётчика сумели превзойти его результат — это были Джозеф Макконнел, Джеймс Джабара и Мануэль Фернандес. Как показывают советские и китайские документы, 10 февраля 1952 года не было потеряно ни одного советского МиГа, но были потеряны три китайских. Однако аргентинский журналист Диего Зампини, подробно рассмотрев последний бой Дэвиса, пришёл к выводу, что реально Дэвис сумел сбить только один самолёт.

Ещё более спорным является авторство победы над Дэвисом. По советским документам, его самолёт был записан на счёт старшего лейтенанта Михаила Аверина из 2-й эскадрильи 148-го гвардейского истребительного авиаполка. Командир второй эскадрильи 148-го гвардейского полка, участник боя, тогда гвардии капитан, Леонид Иванович Савичев вспоминал:
В тот день был полковой вылет в составе всех трех эскадрилий, всего в составе группы было 22 экипажа. Летели «этажеркой»: ниже всех 1-я эскадрилья капитана Моторина, чуть выше шла шестерка моей 2-й, а еще выше эскадрилья 3-я, майора Дудниченко. Вел всю группу заместитель командира полка подполковник Замарашкин. Летели мы на прикрытие Супхун ГЭС под облаками. Неожиданно из облаков выскочила пара «Сейбров» и, не видя выше себя самолеты моей 2-й эскадрильи, пошла в атаку на самолеты 1-й, которая шла ниже всех. Тут же на помощь я повел свою шестерку, зашел в хвост удачно подвернувшихся «Сейбров» и метров с 800 стал бить по ведущему «Сейбру». Вдруг я увидел падающие возле меня гильзы от снарядов откуда-то сверху, подняв голову, увидел, что чуть впереди и выше меня летит «миг» моего замполита Михаила Аверина и тоже бьет по «Сейбру». Его огонь был более точен — от киля «Сейбра» полетели обломки, и он перешел в пикирование, вскоре врезался в землю, а его ведомый удрал. Через два дня пришло подтверждение о сбитии аса Джорджа Дэвиса, и его засчитали Михаилу Аверину.
Похоже вспоминал тот бой и гвардии старший лейтенант Михаил Акимович Аверин:
Был групповой вылет. Шли «этажеркой», наверное, всем полком. Вдруг на шедшую впереди ниже шестерку прямо из-под нас выскочили самолеты противника и с большой дистанции открыли огонь. Я сразу подвернул машину, еще больше разогнал и метров с 400—300 открыл огонь по ведущему истребителю. От самолета что-то отлетело, он сразу перешел в довольно резкое пикирование и, разгоняясь, через несколько секунд врезался в сопку.
В то же время китайцы приписывают сбитие Дэвиса своему лётчику Чжан Цзихуаю. По мнению Диего Зампини, победу одержал всё-таки китайский лётчик. Судьба самого Цзихуая остаётся неясной — судя по одному источнику, он пережил войну, но Зампини сообщает, что он был сбит и погиб в том же самом бою 10 февраля.